# Macrobaenidae
I macrobaenidi (Macrobaenidae) sono un gruppo di tartarughe estinte, vissute tra il Cretaceo inferiore e il Paleocene superiore (circa 130 - 58 milioni di anni fa). I loro resti fossili sono stati ritrovati principalmente in Asia, ma anche in Europa e in Nordamerica.

## Classificazione
I macrobaenidi sono considerati un gruppo di criptodiri di acqua dolce e di estuario, più evoluti di alcune forme basali come i baenidi e gli Xinjiangchelyidae, ma non così derivati come i criptodiri moderni. È possibile che i macrobaenidi non formino un gruppo monofiletico, bensì un insieme artificiale di forme via via più derivate di animali simili morfologicamente ed ecologicamente (Parham, 2005). Alcune analisi cladistiche indicano che gli antenati delle odierne tartarughe marine (Chelonioidea) potrebbero essere forme terrestri e semiacquatiche come i sinemididi e i macrobaenidi (Sterli, 2010; Perez-Garcia, 2012). In ogni caso, i macrobaenidi sembrerebbero essere più derivati rispetto ai sinemididi a causa della riduzione o della chiusura della finestra carotidea (Rabi e Joyce, 2012). Questa chiusura della finestra carotidea potrebbe essersi ripresentata almeno tre volte nei criptodiri evoluti (oltre ai macrobaenidi, anche nei trionichidi e nei testudinoidi); tuttavia, una finestra carotidea ridotta è presente in vari gruppi di eucriptodiri primitivi (come i plesiochelidi, gli euristernidi e i protostegidi) e ciò indicherebbe esempi di omoplasia.
Tra i macrobaenidi noti, sono da ricordare Macrobaena, Judithemys e Aurorachelys. Hoyasemys del Cretaceo inferiore della Spagna potrebbe essere un membro di un clade più primitivo (Sinemydidae) o affine a un'altra forma basale, Chitracephalus.